# Okamuraea brachydictyon
Okamuraea brachydictyon là một loài Rêu trong họ Leucodontaceae. Loài này được (Cardot) Nog. mô tả khoa học đầu tiên năm 1953.